# 末田須賀堰

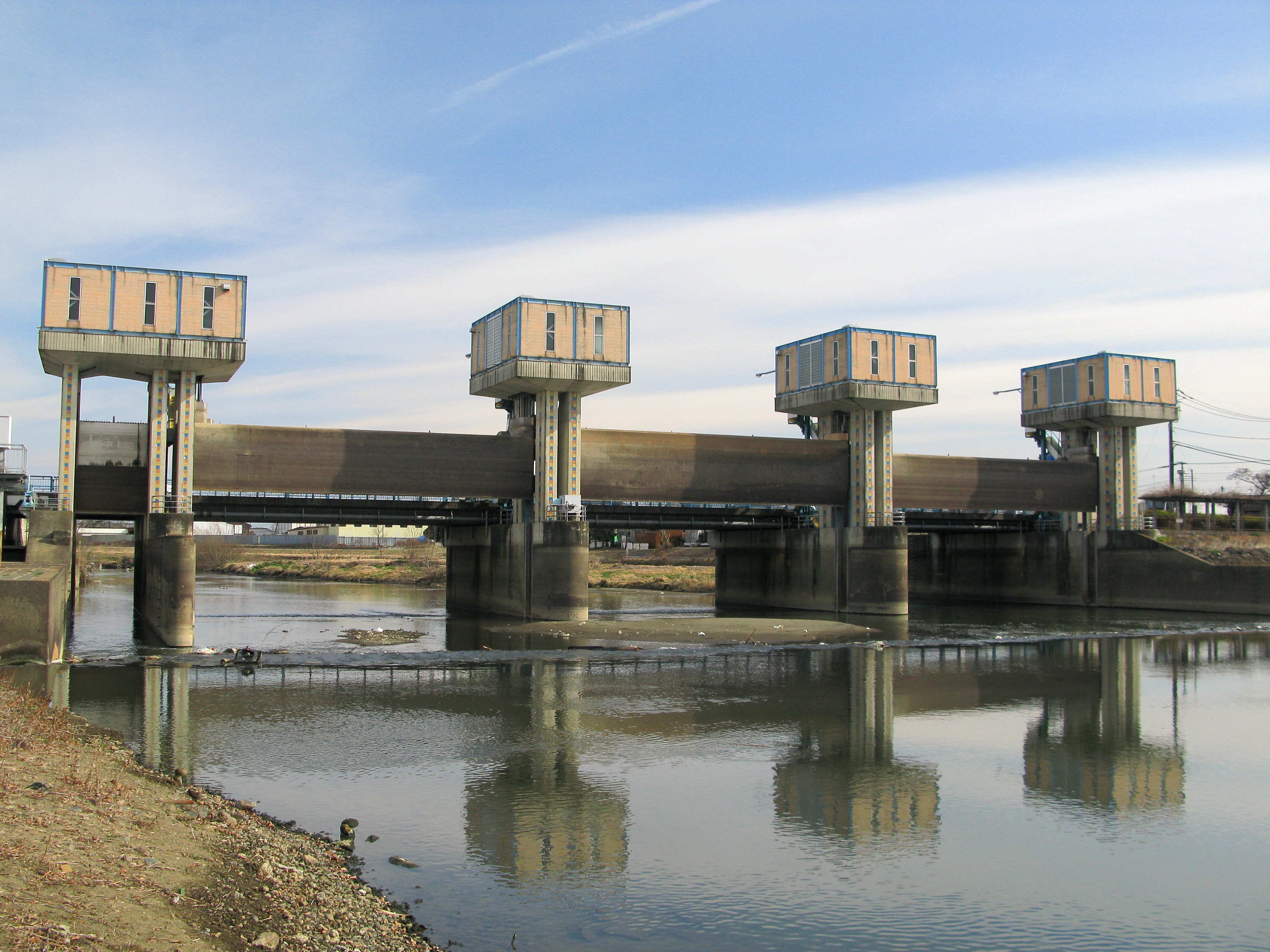
末田須賀堰（2012年2月）

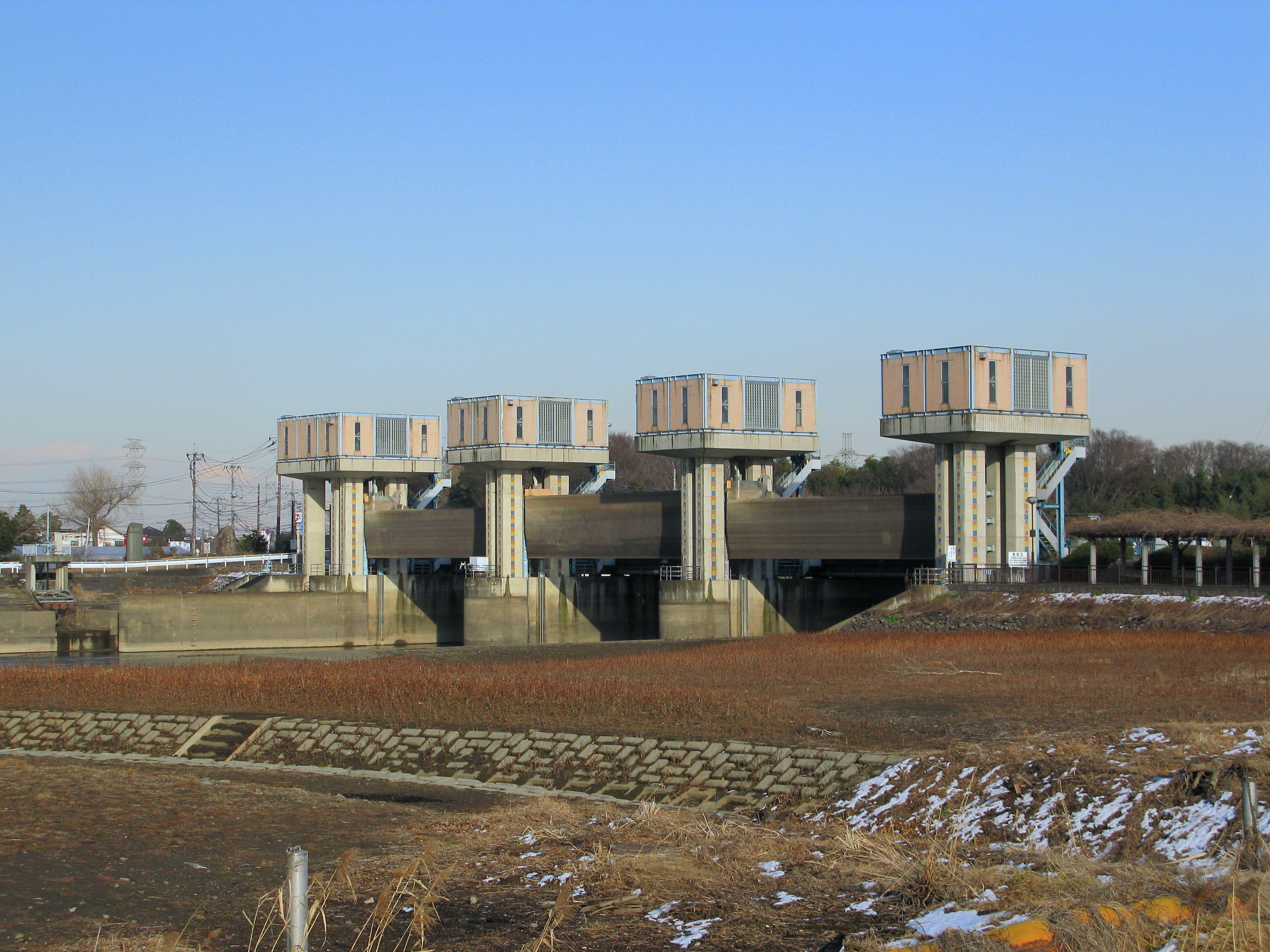
右岸上流側から

末田須賀堰（すえだすがせき）は、埼玉県さいたま市岩槻区末田と同新方須賀の間を流れる、元荒川にある可動堰である。

## 概要
元荒川の水を末田須賀堰で、4月から9月の間は堰を閉め溜井とし、そこから末田用水（末田大用水）、須賀用水が元荒川の水を取水する。そのときの溜井（末田須賀溜井）の水深は3メートルになる。この堰で溜められた水を使っている地域は、元荒川の東部、岩槻区の南部あたりである。

## 沿革
約400年ほど前に最初の堰が作られた。その後何度も工事が繰り返され、1993年（平成5年）に現在の堰が完成し、水門の開閉、水量調節はすべてコンピュータ制御になった。昔は手動で、人が手で水門を開閉をしていた。

## 周辺
- つきのきの広場
- 武蔵第六天神社
- 防災科学技術研究所